# Tunnel (schip)

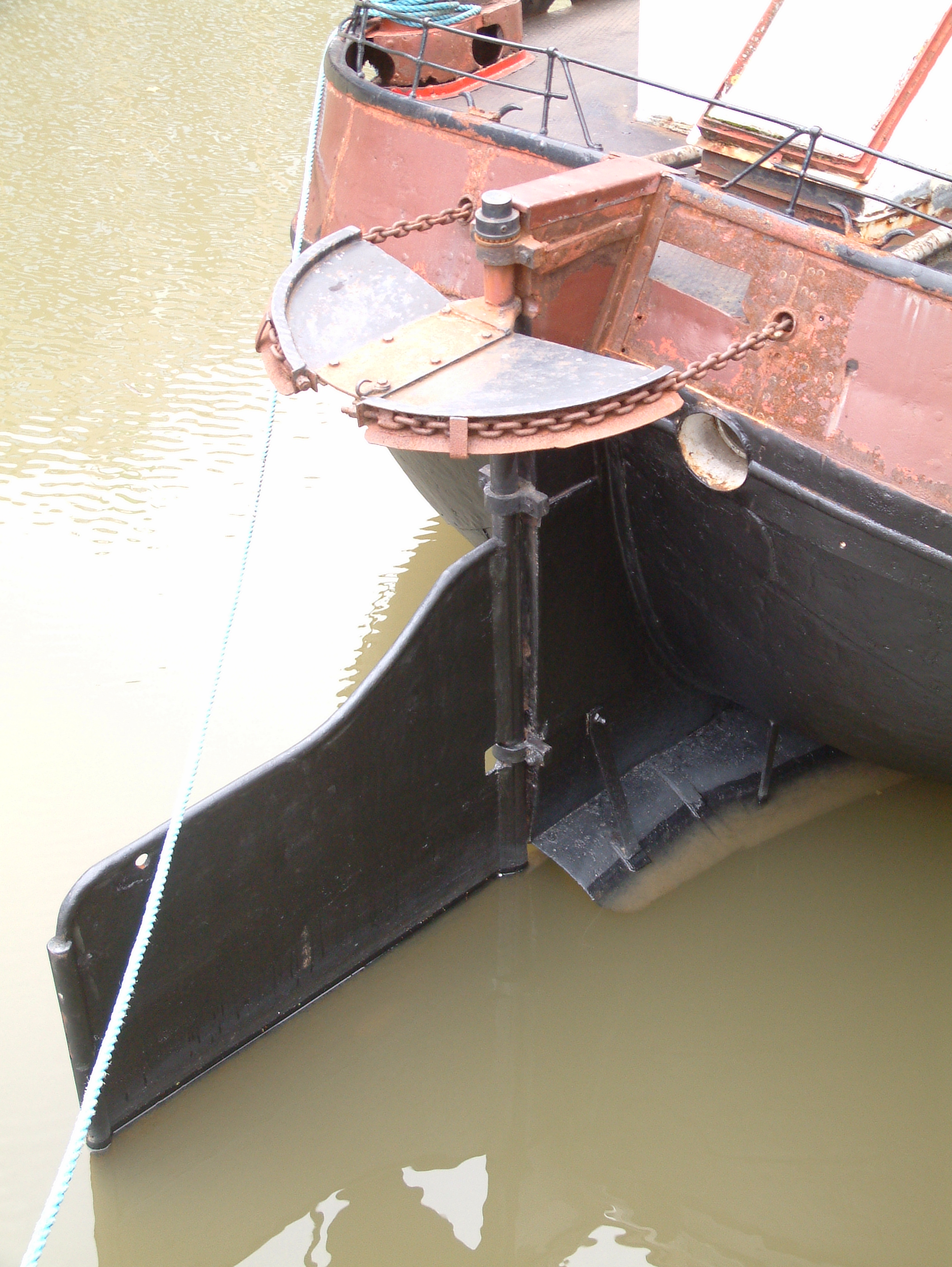
Halve tunnel boven de schroef.

Rondom de uitstekende schroefas en schroef van een binnenvaartschip wordt vaak een tunnel aangebracht, waar meer stuwkracht van het water uit voortvloeit. Belangrijk is daarbij, dat er wel voldoende water naar de schroef wordt gevoerd. Dat geldt ook voor het roer. Van oudsher werd daarom het achterschip al 'geveegd' gebouwd, hetgeen betekent dat de vorm van de romp van een schip zodanig wordt geconstrueerd, dat het water gemakkelijk naar roer en schroef stroomt. Bij een tunnel moet het water ook van opzij goed naar de schroef stromen en niet alleen van onder het vlak.
Bij snel varende binnenschepen wordt in combinatie met een tunnel vaak ook een straalbuis toegepast.
Deze schroeftunnel, zonder straalbuis, heeft met name effect als bij het varen het schip leeg is. Voor het brandstofverbruik is een tunnel minder van belang. 